# Big Big Train
Big Big Train (BBT) is een Engelse rockband uit de omgeving van Bournemouth. Hun muziek valt in te delen bij progressieve rock.

## Geschiedenis
De geschiedenis van de band gaat terug tot de jaren 1980, als Andy Poole in Bournemouth in contact komt met Ian Cooper; het resultaat de band Archshine. In de buurt van Birmingham speelt Greg Spawton in de band Equus. Beide bands komen niet verder dan demo’s en enkele optredens. Als Spawton in 1987 verhuist naar Bournemouth wordt de basis gelegd voor Big Big Train (verder BBT). De naam komt uit de familie van Spawton, waarbinnen een aantal leden spoorwegmedewerkers zijn die die naam regelmatig lieten vallen. Zijn broer die in een punkband speelde, liet de naam los, aldus Spawton in een interview in IO Pages 169 (februari 2021). Hun gezamenlijke liefhebberij van Poole, Cooper en Spawton voor de muziek van Genesis, Van der Graaf Generator en andere bands in het genre brengt hen bij elkaar. In die jaren vindt ook een symfo-revival plaats, waarbij onder andere de band IQ van zich doet spreken. Poole is enige tijd roadie bij IQ.
Tegen 1990 neemt BBT een aantal demo´s op, waarbij de muzikale bezetting dan bestaat uit Cooper (toetsen en zang), Spawton op gitaar en Poole op basgitaar. Ze moesten nog wel op zoek naar een zanger (dat werd de Canadees Martin Read) en een drummer (Steven Hughes). In 1991 volgt hun eerste demorelease en ze krijgen wat ervaring met optreden. Even later nemen ze die demo-opname opnieuw op, waarna deze in eigen beheer wordt uitgegeven als From the river to the sea. Daardoor wordt de band bekender.
Na eerst in januari 1993 nog een demo te hebben gemaakt (The infant Hercules), beginnen de bandleden te schrijven voor hun eerste volwaardige muziekalbum: Goodbye to the age of steam. De muziek wordt in twee weken opgenomen en uitgegeven door een klein label GEP, waarop IQ dan ook (nog) zijn albums uitbrengt. Het album wordt redelijk goed ontvangen binnen het circuit van de progressieve rock; het album wordt (in 1995) ook in Japan uitgebracht (vanwege de hoge prijs van cd's in Japan wordt een extra track toegevoegd).
Dan vertrekt mede-oprichter Cooper vanwege familiezaken; men moet op zoek naar een nieuwe toetsenist; er kunnen geen optredens plaatsvinden. In 1995 treedt Tony Müller tot de band toe. De opnamen voor een nieuw album vorderen traag (een veelvoorkomend euvel bij de releases van tweede albums). In 1997 volgt dan het tweede album English Boy Wonders, waarbij enige composities al tijdens concerten werden gespeeld. Het tweede album wordt minder goed ontvangen en het lijkt erop dat het eind van BBT alweer in zicht is. 
Alsof dat nog niet genoeg is vertrekt Steve Hughes in 1998; hij gaat drummen bij The Enid. Alhoewel er nog een vervanger wordt aangetrokken in de persoon van Pete Hibbitt, ligt BBT op zijn gat. Spawson en Poole gaan nog wel weer muziek opnemen, maar meer uit gewoonte dan dat er een nieuw album moet komen.
Toch komt er in 2002 het nieuwe album Bard uit. Spawson en Poole hebben per compositie musici aangetrokken en dat blijkt een gouden greep. Het album wordt weer goed ontvangen binnen de symfofans en men kan daarop op voortborduren. Dan gaan de zaken voorspoedig voor de band. Nu ligt The Enid stil en Steve Hughes komt weer terug; ook Ian Cooper komt weer terug bij de band. Er wordt een nieuwe zanger aangetrokken in de persoon van Sean Filkins. In 2004 volgt dan Gathering speed en in 2007 The difference machine. Nog twee jaar later brengt BBT in december 2009 hun plaat The underfall yard uit, met hun langste nummer ooit (de titeltrack - 22:59). Daarna leek de personele bezetting zich te stabiliseren.
Tussen 2012 en 2020 maakte gitarist Dave Gregory uit XTC deel uit van de band. Hij zag in 2020 het internationale toeren niet meer zitten en werd opgevolgd door Randy McStine.
In het najaar 2020 bracht Longdon met Judy Dyble het album Between a breath and a breath uit met de laatste opnamen van de zangeres, die in de zomer van 2020 overleed.
Longdon overleed op 20 november 2021 op 56-jarige leeftijd aan letsel na een ongeluk. In april 2022 werd aangekondigd dat Alberto Bravin (enigszins bekend door Premiata Forneria Marconi) hem opvolgt.

## Discografie

### Studioalbums
- Goodbye to the age of steam (1994)
- English Boy Wonders (1997)
- Bard (2002)
- Gathering speed (2004)
- The difference machine (2007)
- The underfall yard (2009)
- English electric part one (2012)
- English electric part two (2013)
- Folklore (2016)
- Grimspound (2017)
- The second brightest star (2017)
- Grand tour (2019)
- Common ground (2021)
- Welcome to the planet (2022)
- Ingenious devices (2023, heropnamen)
- The likes of us (2024)

### Livealbums
- A stone's throw from the line (2016)
- Merchants of light (2018)
- Empire (2020)
- Summer shall not fade-Live at Loreley (2022)

### Verzamelalbums
- English electric full power (2014)
- Summer's lease (2020)
- Ingenious devices (2023)

### Demo's en ep's
- From the river to the sea (1991)
- The infant Hercules (1993)
- Far skies deep time (2010)
- Make some noise (2013)
- Wassail (2015)
- Swan hunter (2018, EP)